# Micrurus medemi
Micrurus medemi este o specie de șerpi din genul Micrurus, familia Elapidae, descrisă de Roze 1967. Conform Catalogue of Life specia Micrurus medemi nu are subspecii cunoscute.